# グレン・ロビンソン
グレン・アラン・ロビンソン・ジュニア（Glenn Alan Robinson Jr., 1973年1月10日- ）は、アメリカ合衆国・インディアナ州出身の元バスケットボール選手でNBAのミルウォーキー・バックスなどで活躍した。ニックネームはビッグ・ドッグ。身長201センチ。ポジションはスモールフォワード。息子のグレン・ロビンソン3世もNBA選手。

## 学生時代
高校時代、ゲイリー・ルーズベルト・ハイスクールをインディアナ州チャンピオンに導き、マクドナルド・オールアメリカンに選ばれている。パデュー大学でプレイしたのは2年間だけだったが、1994年にはウッデン賞とネイスミス賞を受賞、大学をNCAAトーナメントのベスト8に進出した。また1試合平均30.3得点、10リバウンド以上をマーク、ビッグ・テン・カンファレンスの年間最優秀選手にも選ばれている。

## NBAキャリア
1994年のNBAドラフトで全体1位でミルウォーキー・バックスに指名されて入団した。ルーキーシーズンに1試合あたり21.9得点を挙げてオールルーキーチームに選ばれている。ルーキー・オブ・ザ・イヤーの投票では同時受賞となったグラント・ヒル、ジェイソン・キッドの2人に次ぐ3位となった (ヒルとキッドは新人王を同時受賞)。入団した当初はオールスター選手であるヴィン・ベイカーと共にチームを引っ張った。また2001年にはレイ・アレン、サム・キャセールらと共にイースタン・カンファレンスファイナルまで進出した。ロビンソンはバックス史上2位の歴代得点を挙げており、バックスでプレイした8シーズン中7シーズンは1試合平均20得点以上を挙げた。
2002年8月2日にトニー・クーコッチ、レオン・スミス、2003年のドラフト1巡指名権と引換にアトランタ・ホークスへ移籍したが、その1年後の2003年7月23日にはフィラデルフィア・セブンティシクサーズへ移籍した。
2004-05シーズンは怪我のため1試合もプレイしないまま、2月にジャマール・マッシュバーンとロドニー・ロジャースとのトレードでニューオーリンズ・ホーネッツにトレードされ、2005年2月24日に契約解除でFAになり、4月にサンアントニオ・スパーズと契約、レギュラーシーズン最終盤の9試合(1試合平均10得点を記録)とポストシーズンの試合に出場、NBAファイナルのデトロイト・ピストンズ戦ではかなり限定された出場となったが、ピストンズを破って、チャンピオンリングを手に入れ、その後引退した。これまでの通算成績は14,234得点（1試合平均20.7得点）、1試合あたり6.1リバウンド、2.7アシスト、1.2スティールをマークしている。

## 代表歴
ロビンソンは1996年のアトランタオリンピックのバスケットボールアメリカ合衆国代表にも選ばれたが怪我のため出場することができなかった。

## 個人成績

### NBA

#### レギュラーシーズン
| シーズン     | チーム       | GP  | GS  | MPG  | FG%  | 3P%  | FT%  | RPG | APG | SPG | BPG | PPG  |
| ------------ | ------------ | --- | --- | ---- | ---- | ---- | ---- | --- | --- | --- | --- | ---- |
| 1994–95      | MIL          | 80  | 76  | 37.0 | .451 | .321 | .796 | 6.4 | 2.5 | 1.4 | .3  | 21.9 |
| 1995–96      | MIL          | 82  | 82  | 39.6 | .454 | .342 | .812 | 6.1 | 3.6 | 1.2 | .5  | 20.2 |
| 1996–97      | MIL          | 80  | 79  | 38.9 | .465 | .350 | .791 | 6.3 | 3.1 | 1.3 | .9  | 21.1 |
| 1997–98      | MIL          | 56  | 56  | 41.0 | .470 | .385 | .808 | 5.5 | 2.8 | 1.2 | .6  | 23.4 |
| 1998–99      | MIL          | 47  | 47  | 33.6 | .459 | .392 | .870 | 5.9 | 2.1 | 1.0 | .9  | 18.4 |
| 1999–00      | MIL          | 81  | 81  | 35.9 | .472 | .363 | .802 | 6.0 | 2.4 | 1.0 | .5  | 20.9 |
| 2000–01      | MIL          | 76  | 74  | 37.0 | .468 | .299 | .820 | 6.9 | 3.3 | 1.1 | .8  | 22.0 |
| 2001–02      | MIL          | 66  | 63  | 35.5 | .467 | .326 | .837 | 6.2 | 2.5 | 1.5 | .6  | 20.7 |
| 2002–03      | ATL          | 69  | 68  | 37.6 | .432 | .342 | .876 | 6.6 | 3.0 | 1.3 | .4  | 20.8 |
| 2003–04      | PHI          | 42  | 42  | 31.8 | .448 | .340 | .832 | 4.5 | 1.4 | 1.0 | .2  | 16.6 |
| 2004–05      | SAS          | 9   | 0   | 17.4 | .442 | .333 | .870 | 2.7 | .9  | .4  | .3  | 10.0 |
| 通算         | 通算         | 688 | 668 | 36.8 | .459 | .340 | .820 | 6.1 | 2.7 | 1.2 | .6  | 20.7 |
| オールスター | オールスター | 2   | 0   | 12.5 | .529 | ---  | ---  | 5.0 | .5  | .5  | .5  | 9.0  |

#### プレーオフ
| シーズン | チーム | GP | GS | MPG  | FG%  | 3P%  | FT%  | RPG | APG | SPG | BPG | PPG  |
| -------- | ------ | -- | -- | ---- | ---- | ---- | ---- | --- | --- | --- | --- | ---- |
| 1999     | MIL    | 3  | 3  | 39.3 | .412 | .500 | .889 | 8.3 | 1.7 | 1.0 | .7  | 20.7 |
| 2000     | MIL    | 5  | 5  | 34.8 | .405 | .286 | .846 | 4.2 | 2.6 | 1.6 | .8  | 15.4 |
| 2001     | MIL    | 18 | 18 | 38.2 | .429 | .387 | .893 | 6.4 | 3.3 | .6  | 1.3 | 19.4 |
| 2005     | SAS    | 13 | 0  | 8.7  | .356 | .300 | .882 | 1.6 | .1  | .2  | .5  | 3.8  |
| 通算     | 通算   | 39 | 26 | 28.0 | .416 | .379 | .885 | 4.7 | 2.0 | .6  | .9  | 13.8 |

## その他
息子のグレン3世もバスケットボール選手で、2014年のNBAドラフトでミネソタ・ティンバーウルブズから2巡目40位で指名された。